# Chaerephon jobensis
Chaerephon jobensis é uma espécie de morcego da família Molossidae. Pode ser encontrada na Indonésia, Papua-Nova Guiné e Austrália.